# Szántó Lajos
Szántó Lajos (Vác, 1889. október 8. – New York, USA, 1965. március 15.) magyar festőművész és grafikus.

## Élete
Szántó (Ackersmann) Sándor (1860–1935) huszti születésű kocsmáros és Breuer Jozefa fia. A budapesti Képzőművészeti Főiskolán végezte tanulmányait, ahol mesterei Hegedűs László, Balló Ede, Edvi Illés Aladár és Révész Imre voltak. Később a Szolnoki művésztelepen képezte magát Fényes Adolf irányításával, majd Münchenbe költözött. Végül Párizsban, a Julian Akadémián Jean Paul Laurens tanítványa volt, sőt maga Picasso is oktatta. Egy ideig Londonban dolgozott illusztrátorként, majd itthon portrékat, könyvborítókat és illusztrációkat készített. 1928-ban elhagyta Európát és New Yorkban telepedett le. Portrékat és nagy méretű faliképeket festett.